# Tachina algens
Tachina algens är en tvåvingeart som beskrevs av Christian Rudolph Wilhelm Wiedemann 1830. Tachina algens ingår i släktet Tachina och familjen parasitflugor. Inga underarter finns listade i Catalogue of Life.